# Wired

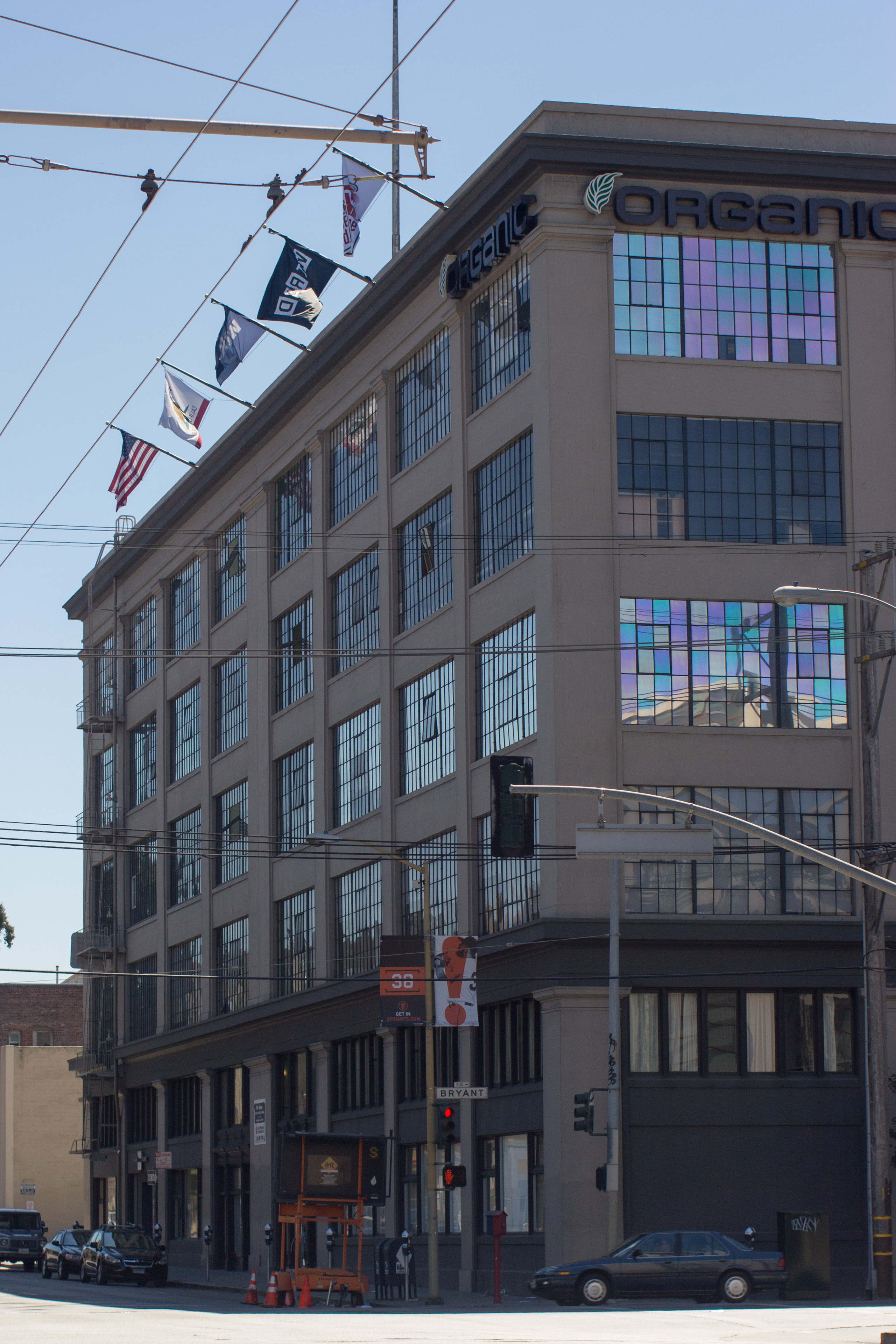
Edificio sede de Wired en San Francisco

Wired es una revista mensual estadounidense que existe desde 1993 y un sitio web de noticias homónimo. Wired trata de reflejar la manera en que la tecnología afecta a la cultura, a la educación, a la economía y a la política. La revista es propiedad de la editorial Condé Nast Publications y se publica en San Francisco, California.
La palabra inglesa "Wired" se puede traducir al español como "cableado/a", lo que debe entenderse en el contexto de la época de fundación de la revista, en el cual las computadoras dependían exclusivamente de cables para conectar sus componentes entre sí, como el monitor, el ratón, el teclado o la impresora. Desde inicios del siglo XXI, sin embargo, el uso de aparatos sin cables se generalizó en el desarrollo de equipos electrónicos. A pesar de ello, la revista conserva el nombre e incluso publicó un número especial que llevaba el título Unwired ("sin cables"), presentando de forma irónica esta evolución. Otra traducción del título de la revista en español podría ser "conectado", en el sentido de la visión de sus lectores como gente conectada o enganchada a las nuevas tecnologías y sus conexiones con la cultura, la economía, la política, la moda, etcétera.
Desde sus primeros números, la revista ha mostrado especial interés por valorar el desarrollo de Internet y ha elaborado, entre otras cosas, un mapa mundial donde se reflejan los países conectados ("wired") y desconectados a Internet ("unwired").

## Wired Magazine vs. Wired.com
Durante el periodo de 1998 a 2006, la revista y el sitio web Wired.com no tenían los mismos propietarios. En 2006 Condé Nast adquirió también el sitio web.
Su contenido editorial se inspira parcialmente en el teórico de los medios Marshall McLuhan, a quien algunos califican de "santo patrono" de la revista. Wired ha despertado tantos admiradores como fervientes detractores por el espíritu liberal de sus páginas, su utopismo tecnológico, y su atrevido diseño gráfico.

## Historia
El primer número de la revista fue publicado para el período de marzo-abril de 1993, conforme a su propia nomenclatura el 1.01 (la primera cifra indica el año y la segunda el mes). El periodista Louis Rosetto y su socia Jane Metcalfe fundaron la revista en el año 1993 con el apoyo inicial del empresario de la industria del software Charlie Jackson y Nicholas Negroponte, director del Laboratorio de Medios del MIT, que además trabajó como columnista durante más de seis años. Desde el comienzo, Wired fue un gran éxito editorial y ha sido comparada con Rolling Stone por su impacto en la sociedad norteamericana. 
A la revista le siguieron casi desde el comienzo el sitio de internet HotWired, la sección encargada de la publicación de libros HardWired, una edición en japonés y una edición británica de corta duración (WiredUK). HotWired, por su parte, dio lugar a docenas de sitios web, incluyendo WebMonkey y el buscador HotBot.
La dirección de la revista se traspasó en 1998 de Rosetto y Metcalfe al grupo de inversión Province Equity, que vendió las distintas secciones por separado. Advance Publications adquirió Wired, confiando su administración a la filial ya mencionada Condé Nast Inc. Lycos.com adquirió Wired Digital (wired.com, hotbot.com, webmonkey.com, etc.), que se administró de forma independiente hasta que en 2006 Lycos fue comprado por Advance Publications, quedando así también los sitios web en manos de la empresa que publicaba la revista. 
En 2009 apareció Wired Italia, siendo el primer país fuera de Estados Unidos donde también se edita la revista en papel. Tiene contenidos específicos relacionados con Italia. Le siguieron Wired UK, Wired Japón, Wired Taiwán] y Wired Alemania. Muchos de ellos se han reducido a solo la edición en línea o con números especiales impresos.

## Wired Italia
Desde marzo de 2009 se publica también la versión italiana de Wired , con la portada del primer número dedicado a la Premio Nobel Rita Levi-Montalcini El nombre elegido es Wired. Storie, idee e persone che cambiano il mondo, dado que la sola palabra Wired se consideró difícil de entender para el público italiano. La configuración de Wired Italia es la misma que la versión de EE. UU., pero no más de 20% del contenido es traducido de Wired EE. UU..
En 2010, la SPD (Society of Publication Designers) ha incluido la revista italiana en la lista de 16 títulos que compiten por el título de "Revista del Año" por su diseño, creado por David Moretti.
En abril de 2012 incluye, entre sus columnistas y colaboradores: Niccolò Ammaniti escritor ganador del premio Strega 2007, Ginevra Elkann, presidente de la Pinacoteca G. e M. Agnelli, Oscar Giannino periodista, escritor y columnista, Andrea Granelli director de Kanso Ltd, Sergio Schiavone teniente coronel de Carabinieri y comandante del reparto Investigazioni Scientifiche (RIS) de Messina, Massimiliano Gioni comisario de la 55.ª Bienal de Venecia, Tom Vanderbilt periodista y escritor estadounidense, Matteo Bordone periodista científico, firma histórica de Wired.
En junio de 2015, siguiendo las decisiones comunicadas durante la reunión de periodistas, la redacción se vio reducida a la mitad (reducida de 12 a 6 periodistas) y se cerró la publicación mensual de la revista de papel (se redujo a solo dos números especiales al año), manteniendo solo activo el sitio web.

### Directores de Wired Italia
- Riccardo Luna (marzo de 2009 - julio de 2011)
- Carlo Antonelli (agosto de 2011 - junio de 2013)
- Massimo Russo (julio de 2013 - junio de 2015)
- Federico Ferrazza[9]